# Bruno Melissano
Bruno Melissano (Lecce, 28 febbraio 1942 – Lecce, 4 maggio 1987) è stato un pugile italiano.
Campione Italiano dei pesi leggeri tra i dilettanti, nel 1963 e nel 1964 e tra i professionisti nel 1968.

## Biografia

### Carriera da dilettante
Iniziò a praticare la boxe a Lecce nella seconda metà degli anni ’50 nei locali adiacenti al campo di calcio Carlo Pranzo adibiti a palestra di pugilato, sport all’epoca a Lecce molto praticato. All’età di 18 anni partecipò ai campionati nazionali di Modena. Fu un netto insuccesso ma, per il suo stile aggressivo ed elegante insieme fu segnalato al maestro federale Lauro Mattioli allenatore della Società Sportiva Amici del Pugilato “Otello Vitarelli” ritenuta negli '60-'65 prima società pugilistica in Italia, che lo volle con sé a Pesaro e diventò il suo allenatore. In realtà si trattò proprio di una adozione tanto che, durante gli incontri e in articoli sportivi del periodo, veniva spesso citato come “il pugile pesarese”.
Nel 1963 si distinse a Pesaro vincendo il titolo italiano dilettanti contro Romano Fanali di Livorno; nell'anno successivo vinse a Roma contro Giuseppe Sabri di Torino mantenendo il titolo. Nello stesso anno (1964) vinse una preolimpica come peso piuma a Signa ma questo non gli consentì di essere scelto per le Olimpiadi di Tokyo a cui invece partecipò Giovanni Girgenti.

### Carriera da professionista

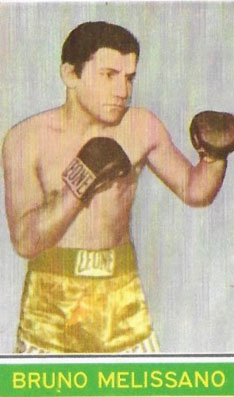
Bruno Melissano nel 1967

Passato professionista nel 1964, collezionò una lunga serie di vittorie (20 più 3 pareggi) fino a quella notevole del 22 luglio 1967 contro Joe Rafiu King. Vinse, sempre nel 1967, contro Quintino Soarez a Ravenna ma perse a Las Palmas (semifinale europea) contro Kid Tano e a Lione ai punti contro René Roque. Melissano arrivò ad occupare il 3º posto tra i pesi leggeri in Europa e il 6º nel mondo.
Con l'ex campione europeo Maurice Tavant ci furono una vittoria nel '67 e una sconfitta nel ’69. A Barcellona per il titolo europeo perse per abbandono alla terza ripresa, contro Pedro Carrasco (diventato campione del mondo nel 1971) e in seguito fu battuto da Miguel Velasquez a Santa Cruz. 
Perse a Göteborg contro Harri Piitulainen; contro l'ex campione italiano Enrico Barlatti ci furono due parità e una vittoria mentre contro Enzo Petriglia collezionò una vittoria a Macerata e due sconfitte.
Conquistò nel 1968 il titolo italiano contro Aldo Pravisani e lo mantenne col pari contro Pietro Ziino. La parabola discendente era già cominciata e fu significativamente espressa dalla sconfitta ai punti a Finale Ligure nel 1969 contro Carmelo Coscia, lo stesso che nel 1966 aveva sconfitto per ko alla quarta ripresa e che gli tolse il titolo italiano. 
Nel 1970 perse ai punti contro l’ex campione del mondo José Legrá a Madrid. Il 12 dicembre 1970 andò in fumo il suo tentativo di conquistare la cintura nazionale dei superleggeri, ai punti contro Ermanno Fasoli.
L’ultima vittoria la ottenne a marzo del 1972, poi solo sconfitte fino a quando perse il suo ultimo combattimento contro Romano Fanali l’11 maggio del 1973 a Livorno.
Rientrò in Puglia solo dopo aver abbandonato la boxe nel 1973.
Morì a soli 45 anni il 4 maggio del 1987 schiacciato da un pesante cancello; fu ritrovato al mattino privo di sensi nei pressi dell'ufficio delle poste ferroviarie di Lecce presso cui prestava servizio notturno e spirò durante il trasporto in ospedale.

## Caratteristiche tecniche
(Giacomo Venturi in Storia del Pugilato Marchigiano di Juri Fiorani)